# Герб Херсона
Герб Херсона (укр. Герб Херсона) — официальный символ города Херсона Херсонской области Украины. Утверждён решением горсовета от 30 мая 2005 года.

## Описание
В лазуревом поле геральдического французского щита, в верхней половине размещены ворота Херсонской крепости жёлто-золотистого цвета.
Ниже под воротами расположены направлены лапами вниз перекрещенные якоря золотистого цвета — торговый и военный. Нижняя часть щита обрамлена слева дубовой, а справа — лавровой ветвями золотисто-зелено-коричневого цвета. Посередине веток на вензельний розетке написан год основания города — 1778. Герб обрамлён картушем и увенчан башенной короной из трёх зубцов золотистого цвета, которая означает, что город Херсон является областным центром.

## История
31 октября 1776 года из южнорусских казаков Новой Сечи был создан Херсонский пикинёрный полк под командованием  генерал-майора Ивана Максимовича Синельникова — происходившего из казачьей старшины, будущего правителя Екатеринославского наместничества. Полку был пожалован герб: «в красном поле на зелёной земле восьмиконечный православный крест». А поскольку в русской армии в XVII веке полкам обычно присваивались гербы городов, к которым те были приписаны, то, по мнению историка-краеведа и члена Украинского геральдического общества Алексея Паталаха, герб Херсонского пикинёрного полка может считать первым гербом города. 
Херсон получил первый свой герб только в 1803 году, когда он стал центром вновь образованной Херсонской губернии. «В щите, с золотым фоном чёрный, двуглавый, коронованный орёл, держащий в правой лапе лавровую ветвь, а в левой — пламя. На груди орла щиток, имеющий голубое поле, в котором помещён золотой православный крест с четырьмя лучами».
В результате геральдической реформы 1865 года было признанно недопустимым использование государственной символики в гербах городов и губерний. К 100-летию Херсона придворный герольдмейстер Б. Кене разработал для города и губернии новый герб: 

На фоне синего щита, посередине серебряный православный крест, окружённый золотыми императорскими коронами. Серебряный крест означает возрождение на Руси старейшей епархии — Херсонесской, начавшейся с основания города. Три короны являются аллегорией трёх исторических лиц, связанных с крещением Древнерусского государства — византийских императоров Василия и Константина, а также их сестры Анны, впоследствии жены князя Владимимра Святого.
Сегодня существуют и иные интерпретации корон на гербе.
31 октября 1967 Херсонским городским Советом депутатов трудящихся был утверждён новый (советский) герб города:

Герб по форме представляет собой русский геральдический щит с размещением на нем элементов, символизирующих собой историческое, географическое и экономическое положение города. В нижней части щита на 2/3 пространства размещен голубой круг, окантованный внизу изображением стилизованного якоря, символизирующего собой портовый город.
Верхнее полукружье символизирует машиностроение.
В центре голубого круга изображен трёхмачтовый парусный корабль — символ зарождения и развития в г. Херсоне судостроения.
В верхней части на 1/7 высоты щита нанесена цветная орнаментальная полоса, выполненная в украинских мотивах.
Контуры якоря, верхнего полукружья и обрамляющая полоса по периметру выполнены в золотистом цвете.
Цветное оформление герба лаконично, выполнено в двух основных тонах — голубом и красном — символизирующих флаг Украинской республики.
В начале октября 1995 года Городской Совет народных депутатов утверждает новый герб Херсона: 

Во французском щите, имеющем синее поле, золотые крепостные ворота, сопровожденные снизу двумя, положенными в андреевский крест, золотыми якорями.
 Автор проекта герба — С. М. Чёрный. Якоря в гербе 1995 года были повернуты лапами вниз.
В 2005 году по инициативе главы города В. Сальдо и депутата П. Маслова городской герб был изменён: якоря были повернуты рымами вверх, а щит размещён на картуше, рекомендованном Украинским геральдическим обществом для украинских муниципальных гербов.
25 октября 2012 года решением горсовета № 858 от утверждено «Положение о содержании, описании и порядке использования символики Херсона».
В 2020 году херсонский историк, член Украинского геральдического общества Алексей Паталах предложил свой проект нового герба Херсона, основой которого стал герб Херсонского пикинёрного полка, сформированного в 1775 году преимущественно из казаков-запорожцев:

В щите, имеющем красное поле на зелёном подножии золотой православный крест с тремя перекладинами. Щит вписан в золотой стилизованный картуш и увенчан золотой башенной короной. Клейнод: серебряные Очаковские ворота. Украшения вокруг щита: два перекрещенных якоря натурального цвета, перевитые синей лентой с датой основания города «1778».

Герб Херсонского пикинёрного полка русской армии, 1776-1784
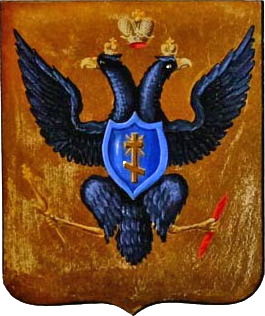
Первый герб Херсона и Херсонской губернии, 1803 г.
Проект Герба Херсона, 1878 г.
Герб Херсонской губернии, 1878 г.
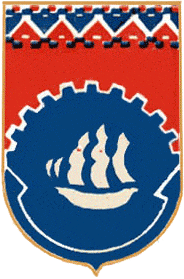
Советский герб Херсона, 1978 г.
Герб Херсона 1995—2005 годов
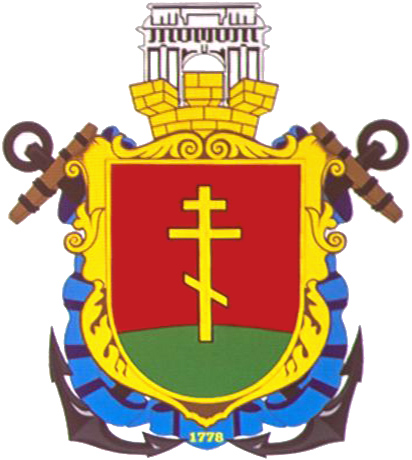
Проект герба Херсона 2020 г.